# روبرت ر. لوسون
روبرت ر. لوسون (بالإنجليزية: Robert R. Lawson)‏ هو سياسي أمريكي، ولد في 1872. حزبياً، نشط في الحزب الجمهوري. وقد انتخب عضو مجلس ولاية نيويورك.